# ریو تاکاهاشی
ریو تاکاهاشی (ژاپنی: 高橋 諒؛ زادهٔ ۱۶ ژوئیهٔ ۱۹۹۳) یک بازیکن فوتبال اهل ژاپن است.
از باشگاه‌هایی که در آن بازی کرده‌است می‌توان به باشگاه فوتبال ناگویا گرامپوس، باشگاه فوتبال شونان بلمار و باشگاه فوتبال ماتسوموتو یاماگا اشاره کرد.